# The Razzie Redeemer Award
The Razzie Redeemer Award är ett pris som delas ut i samband med Razziegalan till en individ som anses ha lämnat den låga kvaliteten bakom sig och istället börjat med mer uppskattat arbete. Det har delats ut sedan den 35:e galan, Razziegalan 2015.
Vinnare presenteras överst i fetstil och gul färg. Året avser det år som personerna var nominerade för, varpå de tilldelades priset på galan därpå.

## Vinnare och nominerade

### 2010-talet
| År                 | Pristagare                               | Från                                                        | Till                                                            |
| 2014 (35:e)        |                                          |                                                             |                                                                 |
| ------------------ | ---------------------------------------- | ----------------------------------------------------------- | --------------------------------------------------------------- |
| 2014 (35:e)        | Ben Affleck                              | Razzievinnare för Gigli                                     | Oscarsfavorit med Argo och Gone Girl                            |
| 2014 (35:e)        | Jennifer Aniston                         | Fyrfaldigt Razzienominerad                                  | SAG Award-nominering för Cake                                   |
| 2014 (35:e)        | Mike Myers                               | Razzievinnare för Love Guru                                 | Regissör av dokumentären Supermensch: The Legend of Shep Gordon |
| 2014 (35:e)        | Keanu Reeves                             | Sexfaldigt Razzienominerad                                  | Den kritikerrosade John Wick                                    |
| 2014 (35:e)        | Kristen Stewart                          | Razzievinnare för Twilight-serien                           | Medverkar i den uppskattade Camp X-Ray                          |
| 2015 (36:e)        |                                          |                                                             |                                                                 |
| Sylvester Stallone | Razziefavorit                            | Oscarsnominerad för Creed                                   |                                                                 |
| Elizabeth Banks    | Razzievinnande regissör för Movie 43     | Regissör av den uppskattade filmen Pitch Perfect 2          |                                                                 |
| M. Night Shyamalan | Flerfaldigt Razzievinnare                | Regissör av den uppskattade skräckfilmen The Visit          |                                                                 |
| Will Smith         | Följde upp Razzievinster med After Earth | Medverkar i Concussion                                      |                                                                 |
| 2016 (37:e)        | Mel Gibson                               | Från sämsta manliga birollsnominering för The Expendables 3 | Oscarsnominerad för Hacksaw Ridge                               |
| 2017 (38:e)        | Inget pris gavs ut detta år              | Inget pris gavs ut detta år                                 | Inget pris gavs ut detta år                                     |